# Дарчич Михайло Степанович
Миха́йло Степа́нович Да́рчич (21 листопада 1972, Бихів, Любешівський район, Волинська область, Україна — 31 липня 2022, Соледар, Бахмутський район, Донецька область, Україна) — сержант, військовик-доброволець, учасник російсько-української війни.

## Життєпис
Народився 21 листопада 1972 року в селі Бихів Любешівського району. Виріс у багатодітній сім'ї, де, крім нього, було ще семеро дітей. Дуже рано родина втратила батька, і Михайлові як найстаршому довелося стати опорою і підтримкою усієї сім'ї.
За роки навчання у школі показав себе старанним, відповідальним та наполегливим учнем. І ця праця дала плоди — в 1990 році закінчив Бихівську середню школу зі срібною медаллю.
У 1990—1992 роках проходив строкову службу в Естонії.
Завжди мріяв стати лікарем і наполегливо йшов до своєї мети. Він пробував вступати в медичні заклади: Луцьк (1988 р.), Львів (1990 р.), Київ (1993 р.). І лише з четвертого разу, у 1994 році, Михайло вступив до Дніпропетровської державної медичної академії. Вдень навчався, а вечорами працював. У 1999 році здобув повну вищу освіту за спеціальністю стоматологія та кваліфікацію лікаря-стоматолога.
Після закінчення вишу працював у Луцьку лікарем-стоматологом.
У 2001 році одружився.
На другий день повномасштабного вторгнення Росії, 26 лютого, приєднався до лав територіальної оборони міста Луцьк на посаду фельдшера.
Пізніше проходив службу в 14-й окремій механізованій бригаді імені князя Романа Великого.
Михайло Дарчич загинув 31 липня 2022 року під час виконання бойового завдання в районі населеного пункту Соледар Донецької області. Загинув внаслідок ворожого обстрілу, рятуючи життя своїх побратимів. Похований на Алеї почесних поховань на кладовищі в селі Гаразджа.

## Нагороди та вшанування
- орден «За мужність» III ступеня (посмертно)
- пластунський курінь імені Михайла Дарчича[4]
- меморіальна дошка Михайлові Дарчичу[5]